# Variations sur le carillon de l'église Saint-Étienne-du-Mont
Les Variations sur le carillon de l'église Saint-Étienne du Mont sont un thème et variations pour piano de la compositrice tchèque Vítězslava Kaprálová écrites en 1938.

## Contexte et création
Vítězslava Kaprálová a l'inspiration de ce thème et variation alors qu'elle est à un café de la rue Soufflot, lorsqu'elle entend les cloches du carillon de l'église Saint-Étienne-du-Mont. C'est Ludvík Kundera qui crée l'œuvre à Brno le 27 mars 1938, parmi d'autres œuvres pour piano de Jean-Philippe Rameau, Felix Mendelssohn, Johannes Brahms et Ludwig van Beethoven.

## Analyse
Le thème, très court, est traité six fois, comme dans la Sonate appassionata, dans un langage musical proche des Préludes d'avril. Si le thème est initialement en do majeur, il est bousculé par un accord de si bémol majeur avec une quarte ajoutée.

### Première variation
Dans cette première variation, les croches donnent une illusion de balancement de cloches qui va crescendo au fur et à mesure que la variation avance.

### Deuxième variation
Selon Bohuslav Martinů, la deuxième variation est « comme un matou qui porterait des bottes ». Sur des rythmes de polka où la main gauche joue des croches staccato ou marcato sur le dernier temps de mesures irrégulières à 
. S'il y a une parenté avec la Passacaille Grotesque, le mode lydien vient cependant renforcer le côté folklorique.

### Troisième variation
La troisième variation est polyphonique, d'abord à deux voix, puis trois et enfin quatre, dans la tonalité de fa majeur. Le thème du carillon de l'église est renversé et donné sous la forme d'une chaîne de croches répétée en ostinato. La main droite déploie au dessus de cet ostinato une mélodique à la façon des chansons populaires tchèques.

### Quatrième variation
D'allure Quasi étude vivo à 
, cette variation demande une grande dextérité pianistique. Les guirlandes de triolets de doubles croches rappellent le Prélude du Tombeau de Couperin de Maurice Ravel.

### Cinquième variation
Bohuslav Martinů écrit dans cette variation en forme de choral qu'il « entend un petit ange chanter ». Elle est de forme tripartite et oscille entre la tonalité de ré majeur et le mode dorien.

### Sixième variation
La sixième et dernière variation qui apporte un fort contraste avec la précédente variation, dans une atmosphère allegro, commence par une sorte de cadence de soliste sans mesure. Elle alterne ensuite entre métrique binaire et ternaire et rappelle à nouveau la polka notamment par ses rythmes d'anapeste.

### Coda
La coda, notée andante maestoso retentit « comme si toutes les cloches de Paris sonnaient ensemble » selon Erik Entwistle. Elle se termine cependant en suspension, sur une dissonance non résolue jouée pianississimo.